# Potrkanje
Potrkanje (cyr. Потркање) – wieś w Serbii, w okręgu zajeczarskim, w gminie Knjaževac. W 2011 roku liczyła 72 mieszkańców.